# Eubela distincta
Eubela distincta é uma espécie de gastrópode do gênero Eubela, pertencente a família Raphitomidae.